# Pulitzerprijs voor muziek
De Pulitzerprijs voor muziek is een van de zeven Pulitzeprijzen die jaarlijks in de Verenigde Staten worden toegekend in letteren, toneel en muziek. De prijs werd voor het eerst uitgereikt in 1943. Joseph Pulitzer liet elk jaar een muziekbeurs uitreiken, die uiteindelijk werd omgezet in een prijs "voor een eminente muzikale compositie van significante dimensie door een Amerikaan die in de loop van het jaar haar eerste uitvoering in de Verenigde Staten heeft gehad." 
Vanwege de eis dat de compositie in wereldpremière moest gaan in het jaar van toekenning, was het winnende werk zelden opgenomen en soms slechts één keer uitgevoerd. In 2004 werden de voorwaarden gewijzigd en luidden nu: "Voor een eminente muzikale compositie van een Amerikaan waarvan de eerste uitvoering of opname in de Verenigde Staten heeft plaatsgevonden gedurende het jaar."

## Winnaars
- 1943  Secular Cantata Nr. 2. A Free Song van William Schuman.
- 1944 Symphony nr. 4 van Howard Hanson
- 1945 Appalachian Spring, balletmuziek van Aaron Copland
- 1946 The Canticle of the Sun van Leo Sowerby
- 1947 Symphony nr. 3 van Charles Ives
- 1948 Symphony nr. 3 van Walter Piston
- 1949 Music for the film Louisiana Story van Virgil Thomson
- 1950 The Consul, opera van Gian Carlo Menotti
- 1951 Music in "Giants in the Earth" opera van Douglas Stuart Moore
- 1952 Symphony Concertante van Gail Kubik
- 1953 Geen award toegewezen
- 1954 Concerto For Two Pianos and Orchestra van Quincy Porter
- 1955 The Saint of Bleecker Street, opera van Gian Carlo Menotti
- 1956 Symphony nr. 3 van Ernst Toch
- 1957 Meditations on Ecclesiastes van Norman Dello Joio
- 1958 Vanessa, opera van Samuel Barber
- 1959 Concerto for Piano and Orchestra van John LaMontaine
- 1960 Second String Quartet van Elliott Carter
- 1961 Symphony nr. 7 van Walter Piston
- 1962 The Crucible, opera van Robert Ward
- 1963 Piano Concerto nr. 1 van Samuel Barber
- 1964 en 1965 zijn geen awards toegewezen
- 1966 Variations for Orchestra van Leslie Bassett
- 1967 Quartet Nr. 3 van Leon Kirchner
- 1968 Echoes of Time and the River, orkestsuite van George Crumb
- 1969 String Quartet Nr. 3 van Karel Husa
- 1970 Time's Encomium van Charles Wuorinen
- 1971 Synchronisms nr. 6 for Piano and Electronic Sound (1970) van Mario Davidovsky
- 1972 Windows van Jacob Druckman
- 1973 String Quartet nr. 3 van Elliott Carter
- 1974 Notturno van Donald Martino
- 1975 From the Diary of Virginia Woolf van Dominick Argento
- 1976 Air Music van Ned Rorem
- 1977 Visions of Terror and Wonder van Richard Wernick
- 1978 Deja Vu for Percussion Quartet and Orchestra van Michael Colgrass
- 1979 Aftertones of Infinity van Joseph Schwantner
- 1980 In Memory of a Summer Day van David Del Tredici
- 1981 geen award toegewezen
- 1982 Concerto for Orchestra van Roger Sessions
- 1983 Symphony nr. I (Three Movements for Orchestra) van Ellen Taaffe Zwilich
- 1984 Canti del Sole for Tenor and Orchestra van Bernard Rands
- 1985 Symphony, RiverRun van Stephen Albert
- 1987 Wind Quintet IV van George Perle
- 1988 12 New Etudes for Piano van William Bolcom
- 1989 Whispers Out of Time van Roger Reynolds
- 1990 Duplicates: A Concerto for Two Pianos and Orchestra van Mel Powell
- 1991 Symphony van Shulamit Ran
- 1992 The Face of the Night, The Heart of the Dark van Wayne Peterson
- 1993 Trombone Concerto van Christopher Rouse
- 1994 Of Reminiscences and Reflections van Gunther Schuller
- 1995 Stringmusic van Morton Gould
- 1996 Lilacs, for voice and orchestra van George Walker
- 1997 Blood on the Fields van Wynton Marsalis
- 1998 String Quartet #2 (musica instrumentalis) van Aaron Jay Kernis
- 1999 Concerto for Flute, Strings and Percussion van Melinda Wagner
- 2000 Life is a Dream, Opera in Three Acts: Act II, Concert Version van Lewis Spratlan
- 2001 Symphony nr. 2 for String Orchestra van John Corigliano
- 2002 Ice Field van Henry Brant
- 2003 On the Transmigration of Souls van John Adams
- 2004 Tempest Fantasy van Paul Moravec
- 2005 Second Concerto for Orchestra van Steven Stucky
- 2006 Piano Concerto: 'Chiavi in Mano' van Yehudi Wyner
- 2007 Sound Grammar van Ornette Coleman
- 2009 Double Sextet van Steve Reich
- 2010 Violin Concerto van Jennifer Higdon
- 2011 Madame White Snake, een opera van Zhou Long
- 2012 Silent Night: Opera in Two Acts van Kevin Puts
- 2013 Partita for 8 Voices van Caroline Shaw
- 2014 Become Ocean van John Luther Adams
- 2015 Anthracite Fields van Julia Wolfe
- 2016 In for a Penny, In for a Pound van Henry Threadgill
- 2017 Angel's Bone van Du Jun
- 2018 Damn van Kendrick Lamar
- 2019 Prism van Ellen Reid
- 2020 The Central Park Five van Anthony Davis (componist)
- 2021 Stride van Tania León
- 2022 Voiceless Mass van Raven Chacon
- 2023 Omar, een opera van Rhiannon Giddens en Michael Abels